# Zabrody (gmina Karsin)
Zabrody (dodatkowa nazwa w j. kaszub. Zôbrodë) – osada leśna w Polsce, położona na obszarze Borów Tucholskich, w województwie pomorskim, w powiecie kościerskim, w gminie Karsin. 
Osada położona  opodal wschodniego brzegu jeziora Czyste, wchodzi w skład sołectwa Wdzydze Tucholskie.
W latach 1975–1998 miejscowość administracyjnie należała do województwa gdańskiego.